# Doble articulación
En lingüística, la doble articulación es una de las características distintivas del lenguaje humano, frente a otros sistemas de comunicación. El concepto fue introducido por André Martinet. Hace referencia al modo en el que se organiza el lenguaje, distinguiendo entre dos niveles:
- El primer nivel está conformado por las unidades mínimas con significado, los morfemas.
- El segundo nivel es al que pertenecen los sonidos individuales que carecen de significado y que forman los componentes del primer nivel. Este segundo nivel es el más bajo en la  jerarquía de organización del discurso. Combinando estas unidades se puede formar un número ilimitado de unidades del primer nivel.

Así, tenemos la secuencia ser del primer nivel y los elementos /s/ /e/, /r/ del segundo nivel, los cuales, combinados de diferente forma, dan lugar a otro signo diferente: res. 
Los fonemas no tienen significado en sí mismos, pero permiten distinguir significados. Si se realiza la conmutación de un fonema por otro en un determinado contexto, el significado varía, como ocurre con pocos/poros/polos/posos.
La doble articulación del lenguaje posibilita que, con un número pequeño de unidades (los fonemas), se construyan infinitos mensajes, incluso aquellos nunca emitidos ni oídos anteriormente.
Además de los fonemas, también el acento léxico y la entonación poseen capacidad para diferenciar los significados, como por ejemplo ocurre en /bebe/ y /bebé/.
Aunque esta teoría sea de corte funcionalista (ya que Martinet fue discípulo de Nikolái Trubetskói) cabe destacar que Charles F. Hockett utilizó esto para introducir la idea de la creatividad del lenguaje, pensamiento característico de la escuela generativista, que afirma que con un número finito de elementos se puede crear un número infinito de constituyentes.

## Propiedad privativa del lenguaje humano
En todos los sistemas de comunicación se diferencian unidades primarias (con significado), pero estas no se componen necesariamente de elementos. Al parecer, la mayoría de los sistemas de comunicación animal no presentan la propiedad de la doble articulación, y los que sí la tienen no combinan entre sí sus unidades como se unen los morfemas para formar infinitos enunciados. Así, no es posible considerar que la danza de las abejas esté formada por elementos más sencillos: la danza constituye un todo, cuyo significado lo da la forma completa.